# Camera di consultazione della sinistra
La Camera di consultazione della sinistra è stato un organismo politico della sinistra voluto da Alberto Asor Rosa in collaborazione (in un primo momento) col quotidiano il manifesto.
L'idea di Asor Rosa era quella di creare «una sorta di parlamento della sinistra che sta a sinistra della sinistra moderata; costituito dai rappresentanti dei vari gruppi che scelgono di parteciparvi. Per usare un'immagine, un organismo plurimo e bifronte: fatto cioè di organismi di natura e qualità diverse - partiti, sindacati, movimenti, associazioni, gruppi, ecc. - e paritetico, per esempio, metà rappresentativo delle forze organizzate e metà della società civile, metà di uomini e metà di donne».
In prospettiva la Camera aveva il compito di unire le varie anime della sinistra italiana e cioè di «fare una cosa nuova, una cosa che consista nell'associare tutte le forze di» quel «pezzo di opinione pubblica che, elettoralmente stimabile al 12-13 per cento in Italia il che vuol dire una forza di medie dimensioni a livello europeo, e tuttavia frammentizzato politicamente e organizzativamente, e senza dubbio sottostimato nella realtà politico istituzionale di questo paese».
Dopo essere stata discussa nella seconda metà del 2004, la Camera venne fondata il 15 gennaio 2005 per naufragare nel novembre dello stesso anno, per la progressiva defezione di tutti i suoi aderenti.
Per tutta la sua esistenza, la Camera è stata coordinata da Asor Rosa.

## Storia

### Il dibattito iniziale
Le elezioni europee del 2004 misero al centro del dibattito politico due considerazioni: da un lato l'esperimento di Uniti nell'Ulivo dimostrava che una fusione fra Ds e Dl era possibile, dall'altro che a sinistra del futuro Partito Democratico esisteva un corposo 13% di voti eccessivamente frazionato.
Il 15 giugno Bertinotti intervistato dal Corriere della Sera tenta di spiegare la sua idea di unità della sinistra. Sintetizzando, Bertinotti boccia una lista unica della sinistra («sarebbe suicida vedere nel progresso della sinistra radicale il primo pezzo di un listino radicale e pacifista. L'obiettivo è più ambizioso. (...) Non voglio imitare il processo con cui si è fatto il Listone. L'assemblaggio di tutte le forze così come sono è un'ipotesi da scartare in partenza, come la più banalmente, rozzamente politicista»); suggerisce di prendere a modello il neonato Partito della Sinistra Europea, del quale Bertinotti è promotore e presidente («Penso a una coalizione delle forze democratiche sul modello del partito della Sinistra europea. Costruiamo le fondamenta, circoli, club, associazioni che diventino la costituente nella società di un soggetto della sinistra radicale, la cui connotazione principale sia poi il suo pluralismo»); lancia l'idea di «una costituente programmatica per l'alternativa in cui tutte le opposizioni entrino in rapporto con i movimenti».
Tuttavia l'invito non è indiscriminato. Bertinotti lascia intendere che il Pdci di Diliberto non è gradito («non è neanche necessario che siano tutti convinti. (...) Al limite se qualcuno si autoesclude non è detto che sia male... (...) Non possono invece essere interessati all'impresa quanti faticano a prendere le distanze dall'eredità staliniana»), mentre ben accolta sarebbe la sinistra Ds («c'è qualcuno che sta nel Listone che potrebbe essere interessato al progetto e c'è qualcuno che sta al di qua che sarebbe bene non fosse interessato»).
Il giorno dopo Bertinotti ripeterà concetti analoghi su il manifesto («Apriamo una fase costituente (...) verso la costituzione di un soggetto politico (...) unitario e plurale».
Diliberto non gradisce e a conclusione del Comitato Centrale del 19 giugno risponde al suo omologo del Prc: «Gli ultimi stalinisti, come tutti sanno, stanno proprio dentro Rifondazione, ma la verità è che Bertinotti vorrebbe escluderci da un processo aggregativo a sinistra. (...) Perché la verità è che vorrebbe mettersi a capo, essere la guida di un processo aggregativo che in pratica è l'obiettivo della grande Rifondazione. Non c'è, nelle sue intenzioni, il progetto di mettere assieme le forze della sinistra. Il suo obiettivo è allargare Rifondazione e fagocitare tutto quello che c'è a sinistra dei Ds».
Ma a far maggiormente discutere in quei giorni sarà Alberto Asor Rosa che il 20 febbraio 2004 aveva lasciato i Ds  e che ora su il manifesto del 14 luglio 2004 si chiede in un lungo articolo: «Sinistra radicale, che fare di quel 15%?», cioè di quell'ambito che andava dall'allora Correntone Ds al Prc e ai movimenti .
Il giorno dopo viene pubblicato dallo storico quotidiano comunista la risposta di Bertinotti . Il segretario del Prc boccia nuovamente l'idea confederativa («la costruzione della sinistra di alternativa non ha bisogno di scorciatoie organizzativistiche, non ha bisogno di camicie di forza»), e ritenendo che «le singole appartenenze non sono sufficienti, non bastano», lancia la proposta di costruire l'unità della sinistra dando «vita al partito della Sinistra Europea in cui comunisti e non si ritrovano in una soggettività politica nuova, anche nelle modalità di relazione in quanto possono aderirvi sia forze politiche che singoli, sulla base non della identità (o fissità) ideologica ma sulla base del comune riconoscersi e delle discriminanti che il movimento ha posto del no alla guerra e alle politiche neoliberiste».
Sul quotidiano risponderanno ad Asor Rosa altri esponenti di sinistra che si sentivano chiamati in causa (Diliberto, Salvi, Rossanda, Burgio, Patta) per un totale di 16 contributi alla fine dei quali tornerà a prendere la parola Asor Rosa. L'intellettuale il 23 ottobre  scriverà che «il dibattito svoltosi sul manifesto sulle forme di una possibile, diversa unità della sinistra italiana si potrebbe definire un successo», tuttavia «ne ho avvertito soprattutto i limiti. Constato ad esempio che non è intervenuta nessun'esponente dei gruppi e movimenti femminili e/o femministi. Non sono intervenuti neanche i rappresentanti del cosiddetto «correntone», forse risucchiati nel gioco interno Ds. Non sono intervenuti (salvo un'eccezione) neanche i verdi: pensano che le tematiche ambientalistiche siano ancora autosufficienti? Non sono intervenuti neanche gli esponenti del riformismo moderato: forse pensano che non sia affar loro l'eventuale costituzione di un raggruppamento di sinistra distinto dal loro oppure lo guardano con sufficienza, pensando che l'idea sia fuori del mondo?». In ogni caso è ormai il tempo di agire e perciò «bisogna lavorare sulla massa critica che precede e determina la nascita di una nuova sinistra» e per questo propone «che ci sia, a breve scadenza, un momento e un luogo d'incontro per tutti coloro che si dichiarano e si sentono (e forse effettivamente sono, ma questo potremo saperlo solo dopo) a favore di un processo di avvicinamento e d'incontro (e forse di unificazione, ma anche questo potremo saperlo solo dopo) tra quelle forze della sinistra, che, sebbene disperse, continuano a resistere alla manovra riformistico-moderata».
Il 20 novembre 2004 vengono approvate le mozioni per il VI Congresso nazionale del Prc, previsto per il marzo successivo  Archiviato il 1º dicembre 2008 in Internet Archive.. Tutte le principali mozioni si interrogano su come arrivare all'unità della sinistra.
Per la proposta di Asor Rosa arrivano intanto i sì di tutti, da Diliberto a Salvi, da Occhetto a Bertinotti (purché l'assemblea sia «autoconvocata», precisa) e anche dei Verdi Mauro Bulgarelli, Paolo Cento e Francesco Martone, che però aderiranno come Associazione Arcobaleno, nata a Riccione il 23 ottobre precedente .

### La fondazione
L'idea di trovare un'unità a sinistra sembra dunque iniziare a dare i suoi frutti il 15 gennaio 2005, quando Alberto Asor Rosa fonda la Camera di consultazione della sinistra a Roma  Archiviato il 31 ottobre 2007 in Internet Archive..
Il giorno dopo a Roma si tiene una giornata di dibattito e confronto analoga («Fuori programma. Un cantiere sul che fare») e promossa dalle riviste Aprile, Carta, Alternative, Quaderni laburisti e dall'emittente Ecoradio, ma fallisce l'obiettivo di un accordo per una lista unica della sinistra per opposizione di Bertinotti, Mussi, Folena e Cento. Il Pdci non aderisce a questa iniziativa .
Al suo secondo appuntamento, però, la Camera di consultazione di Asor Rosa sembra già destinata al naufragio. L'11 aprile 2005, infatti, si sarebbe dovuto approvare una «Dichiarazione d'intenti», ma Bertinotti si sfila immediatamente perché non vuole sentir parlare di ipotesi federative a sinistra. Il segretario di Rifondazione è duro: «Sulla nonviolenza io ho fatto un congresso. Posso collaborare con chi alza un cartello "Viva la resistenza irachena", ma unirmi, proprio no». Il giorno dopo lo stesso su Il Giornale  spiegherà che la Camera di Asor Rosa deve dare solo «un contributo alla costruzione di una cultura politica comune. Se si accanisce sull'aggregazione della sinistra radicale per via organizzativa è fuori strada. (...) La forza della sinistra alternativa sta altrove, sta nel modello Puglia, non in una federazione politicista tipo Ulivo...». Con riferimento alla recente vittoria di Nichi Vendola prima ala primarie e poi alle elezioni regionali del 2005.

### Il tentativo di una lista Arcobaleno
Qualche nuovo spiraglio si intravede il 10 giugno 2005, quando la Federazione dei Verdi tramite Paolo Cento sul settimanale del Pdci propone una Lista Arcobaleno, cioè l'aggregazione di almeno Pdci, Rifondazione Comunista, Verdi e associazioni varie per le ormai prossime elezioni politiche del 2006. Il Prc rifiuta subito, mentre parte della Cgil e della sinistra diffusa, oltre al Pdci, accolgono l'idea con entusiasmo.
Il 17 giugno Diliberto cerca di coinvolgere il Prc nella lista Arcobaleno offrendo la guida a Bertinotti («una Lista Arcobaleno con i Verdi, i movimenti, i sindacati... È un progetto, e mi sembrerebbe anche naturale che a guidarlo fosse il leader del partito maggiore che lo condivide: se ci fosse Rifondazione, perché non Bertinotti?»). Il 19 giugno Bertinotti rifiuterà con i soliti argomenti . Il 28 giugno Diliberto rilancerà dicendosi pronto ad appoggiare Bertinotti alle primarie dell'Unione se dopo Bertinotti deciderà di farsi leader di un processo di unità della sinistra, ma il Prc dice no allo «scambio».
Il 2 luglio in occasione del terzo appuntamento della Camera di consultazione di Asor Rosa («Forme nuove della politica in Italia») viene ufficialmente lanciato il progetto della Lista Arcobaleno . Nel Comitato Centrale del 17 luglio Diliberto dirà al suo partito che la Lista Arcobaleno «non è la Confederazione. Noi puntiamo a qualcosa di molto più grande, ed è altrettanto ovvio che la lista Arcobaleno nasce anche, non solo, ma anche perché i Verdi vi sono costretti per via dello sbarramento del 4%. Ma è l'embrione di qualche cosa? È la possibilità di un processo?».
Il 15 settembre la Lista Arcobaleno è data per fatta e ha già aggregato intorno a sé oltre a Verdi e Pdci anche la sinistra Cgil, settori dei Girotondi e quanti sono ancora legati alla Camera di Asor Rosa 

### La fine
Nel giro di pochi mesi la legge elettorale diviene proporzionale, lo sbarramento per accedere alla Camera dei Deputati si dimezza e la Federazione dei Verdi rinuncia al progetto Arcobaleno (19 novembre 2005), non senza strascichi polemici. I Verdi, durante la quarta assemblea della Camera di consultazione, sostengono di non essere più disponibili perché trovano privo di senso un Arcobaleno a due (Verdi+Pdci) e, comunque, rifiutano la presenza della falce e martello accanto al loro sole che ride, nell'eventuale simbolo della Lista Arcobaleno. I Comunisti Italiani sostengono invece che sia stato il dimezzamento della soglia di sbarramento a spingere i Verdi a ritrattare. Saltando la Lista Arcobaleno, chiude anche la Camera di Asor Rosa visto che il 19 novembre era all'ordine del giorno proprio la trasformazione della Camera in Assemblea costituente del nuovo soggetto . Il 23 novembre fallisce un ultimo tentativo di ricucitura in forma riservata tra Pino Sgobio, Paolo Cento e Stefano Boco .
Il 15 gennaio 2006, a un anno dalla fondazione della Camera, ad Asor Rosa non resta che commentare con amarezza il fallimento politico della sua idea .

## Assemblee
- Assemblea costitutiva - Fiera di Roma, 15 gennaio 2005
- La costituzione ferita - Roma, Residence Ripetta, 7 giugno 2005
- Movimenti e governi locali - Roma, Centro Congressi Cavour, 21 giugno 2005
- Nuove forme della politica - Roma, Centro Congressi Frentani, 2 luglio 2005
- 20 settembre 2005
- Lavoro e sviluppo - 18 ottobre 2005
- Assemblea programmatica - 19 novembre 2005